# El mar de los monstruos
El mar de los monstruos (título original en inglés: The Sea of Monsters) es una novela fantástica de aventuras basada en la mitología griega. Está escrita por el autor Rick Riordan y fue publicada el 1 de abril de 2006 en Estados Unidos, y en junio de 2008 en España, por la editorial Salamandra, dentro de su línea Narrativa Juvenil. Es el segundo libro de la saga Percy Jackson y los dioses del Olimpo y la secuela de El ladrón del rayo. Este libro narra las aventuras del semidiós (hijo de un dios y una mortal) Percy Jackson, y trata de como él y su amiga Annabeth —otra semidiosa— van a rescatar al sátiro Grover del cíclope Polifemo y salvar el campamento de los ataques de los monstruos, por lo que tienen que traer el vellocino de oro para curar de envenenamiento el árbol de Thalía.

## Contexto
Al igual que el libro anterior, El ladrón del rayo, esta novela es del género fantástico. Los encuestados consideran que es de ritmo rápido, divertido, lleno de acción, y una mezcla de los temas de aceptación y amor familiar, pero consideran que ayuda haber leído el primer libro de la saga.

### Profecía
El Oráculo de Delfos a Clarisse:
Navegarás en el buque de hierro con guerreros de hueso,

Acabarás hallando lo que buscas y lo harás tuyo,

Pero habrás de temer por tu vida sepultada entre rocas,

Y sin amigos fracasarás y no podrás volar sola a casa.

### Argumento
Percy sueña con su amigo Grover y al parecer se encuentra en problemas. En el sueño, Grover está en la costa de Florida, escapando de un enemigo del que Percy no tiene visión. Percy despierta confundido y mientras se levanta ve a una sombra que se desvanece por su ventana. Después de haber desayunado, su mamá le comunica que estas vacaciones no podría ir al campamento Mestizo, ya que al parecer corría un gran peligro. Percy de mala gana asiste a su último día de clases en el colegio Meriwheter. Ahí se reúne con su mejor amigo en esa escuela, Tyson, un grandullón que lograba espantar a todos los alumnos de la escuela. Después Percy y Tyson asisten a su clase de gimnasia que acaba siendo una pelea de balón prisionero con Lestrigones, unas criaturas de la antigua mitología griega. Estas criaturas comienzan a lanzarles a Percy y a Tyson balones encendidos en llamas, pero Tyson protege a Percy, y parecería como si el fuego no le causara ningún tipo de heridas. Cuando logran derrotar a los Lestrigones, los alumnos del colegio le echan la culpa a Percy de haber destruido el gimnasio, ahí es cuando aparece Annabeth, y escapan junto con Tyson ya que Percy rehúsa dejarlo solo. Annabeth, por razones que Percy no podía comprender, aceptó de mala gana y llamaron a un taxi conducido por Las Hermanas Grises. Mientras iban de camino al campamento Mestizo, a las hermanas grises se les cayo su ojo (comparten un ojo con el que pueden ver el futuro) y Percy lo recogió, y se los devolvió. A cambio, le dijeron las coordenadas en donde se encontraba Grover, aunque ellos no entendieron en ese momento lo que significaban aquellos números. Cuando llegaron al Campamento Mestizo, esté estaba siendo atacado por los Toros de Cólquide, creados por el dios Hefesto. Tyson logra destruir a uno de ellos y Clarisse (hija de Ares, el dios de la guerra) destruye el otro. Percy no sabe por qué Tyson pudo destruir a uno de esos toros de bronce que lanzan fuego. Cuando entran al campamento Percy mira a través de la niebla y ve que Tyson solo posee un ojo, es decir, es un cíclope. Clarisse les dice que el Campamento Mestizo ha sido atacado constantemente ya que el árbol de Thalia (una campista, hija de Zeus, que fue convertida en pino para salvarla del ataque de unos monstruos, cuyo espíritu refuerza las fronteras mágicas del campamento) ha sido envenenado por alguien que pudiera tener acceso a él. El árbol iba muriendo poco a poco, y si no hacían algo, el campamento pronto dejaría de existir. Quirón, el centauro director de actividades, fue despedido, porque era sospechoso de envenenar al árbol de Thalia y en su lugar ponen a Tántalo, un espíritu de los campos del castigo.
Tántalo les hace la vida imposible, por un odio desconocido. Percy tiene más sueños con Grover vestido de novia y en uno de ellos Grover le cuenta que lo tiene capturado un cíclope que quiere casarse con él, porque cree que Grover es una cíclope, ya que es casi ciego, pero el cíclope tiene algo que les puede ayudar a salvar el campamento mestizo. Tras contarle su sueño a Annabeth, ella se da cuenta de que puede ser eso que tiene el cíclope que los podría ayudar a salvar al Campamento Mestizo: el Vellocino de Oro. 
Una noche, mientras cenaban, Poseidón reclama a Tyson como su hijo. Percy se siente apenado, avergonzado y enojado por tener a Tyson como hermano. Pero poco a poco se da cuenta de que no tiene por qué apenarse de Tyson. Mientras tanto, Annabeth y Percy piden a Tántalo que envíe a alguien en busca del Vellocino de Oro, ya que puede ser la única esperanza del campamento. Tántalo no quiere dejar ir a Percy y sus amigos y en lugar de escogerlos a ellos para ir en la búsqueda del vellocino, escoge a Clarisse. Esa misma noche, Percy tiene una conversación con el dios Hermes y éste le pide que haga que Luke piense lo que hace y se arrepienta de sus actos. Esa misma noche Poseidón decide ayudarlos y les manda tres hipocampos: uno para Percy, otro para Annabeth y el último y más grande para Tyson. Con ellos escapan del campamento y los hipocampos los dejan a la orilla de un gran barco llamado “Princesa Andrómeda”. Cuando están a bordo del crucero se dan cuenta de que está repleto de monstruos y mestizos, y el crucero resulta ser de Luke, que está juntando un ejército para Cronos. Al ser capturados por Luke, se dan cuenta de que él está tratando de reformar a Cronos y con cada mestizo que se les une recuperan una parte de Cronos. Se las ingenian para escapar y se resguardan en una isla en un pequeño fuerte que había construido Annabeth junto a Thalía y Luke años atrás, pero un monstruo los ataca y son rescatados por Clarisse en el barco que le obsequió su padre Ares junto a un ejército de muertos. Cuando están a punto de llegar al Mar de los Monstruos, Caribdis y Escila los atacan destruyendo el barco. Sólo Percy y Annabeth se encuentran en el mar, y no saben qué pasó con Tyson y Clarisse, pero Annabeth está muy segura de que Tyson murió. Esto deja devastado a Percy, pero no habla de esto con Annabeth. Después de varias horas en el mar, ven una isla. Desesperados, se refugian en ella, pero al entrar encuentran desde barcos de una época muy lejana, hasta avionetas. En la isla encuentran un balneario de belleza, donde todo parece genial, y conocen a una señora muy hermosa llamada "C.C."; ésta le ofrece a Annabeth un cambio de imagen y Annabeth acepta, mientras Percy se queda con aquella señora que era Circe y acaba transformando a Percy en una cobaya. Annabeth salva a Percy con las vitaminas que Hermes le había dado a Percy en su encuentro anteriormente,  y escapan de la isla en el barco de Barba Negra (Barba Negra también había sido transformado en una cobaya, y rescatado también junto con Percy y otros al comer un poco de vitamina), que resulta ser hijo de Ares. En el camino de nuevo al Mar de los Monstruos, Annabeth recuerda que muy cerca de ahí se encontraban sirenas y le pidió a Percy que la atara al mástil para escuchar el canto de las sirenas, que según contaban era tan hermoso que te llevaba a la misma muerte, pero si sobrevivías, te daba una enorme sabiduría. Percy accede, pero olvida quitarle a Annabeth un cuchillo y esta se desata arrojándose al mar hacia donde se encontraban las sirenas. Percy va tras ella y logra atraparla y llevarla del nuevo al barco. Por fin llegan a la isla de Polifemo, situada en el Mar de los Monstruos, más conocido por los mortales como el triángulo de las Bermudas.  Una vez que llegan encuentran a Clarisse peleando con Polifemo, y Grover está ahí junto ellos vestido de novia. A Clarisse no le estaba yendo muy bien, y lo único que se le ocurre es decirle a Polifemo que Grover no es una chica sino un sátiro y, al comprobarlo, el cíclope atrapa también a Grover y decide casarse con Clarisse. Annabeth utiliza su gorra de invisibilidad que le había regalado su madre, la diosa Atenea, para distraer al cíclope mientras Percy se encargaba de ayudar a sus amigos, pero las cosas no salen como se planeaban y el cíclope logra atrapar a Annabeth, pero aparece Tyson y logran escapar del cíclope, toman el Vellocino de Oro que estaba sobre un árbol y logran escapar sanos y salvos. Luego de esto, se dirigen a Florida y Percy decide dejar que Clarisse se lleve el Vellocino de Oro para que lo lleve al Campamento Mestizo. Ella acepta y se va en un avión (Percy no puede volar en avión ya que es territorio de su tío Zeus). Pero de pronto Luke aparece, los captura y los lleva al “Princesa Andrómeda”. Al enterarse Luke de que ya no llevaban el Vellocino de Oro con ellos, decide matarlos, pero Percy ideó un plan para dejar en blanco la reputación de Quirón y hace un mensaje Iris (similar a una videollamada, pero haciendo un Arcoíris y arrojando un Dracma de oro) al campamento sin que Luke se diera cuenta, y lo persuade para que admita que él envenenó el árbol de Thalia. Percy y Luke comienzan a pelear y cuando Percy está a punto de morir, aparece Quirón con muchos centauros y una pelea se libra en el “Princesa Andrómeda”. Los cuatro logran escapar y regresar al campamento. Cuando llegaron al campamento Annabeth le da un beso en la mejilla a Percy. Tyson se va al fondo del océano donde Poseidón le ofrece trabajar en las fraguas de los cíclopes fabricando armas.
Unos días después, descubren que el Vellocino de Oro había funcionado demasiado bien. Una noche, Grover llega a la cabaña de Percy muy agitado sin poder articular palabra alguna. Percy sale con Grover hacia el árbol de Thalia y ahí encuentra a Annabeth tan petrificada como Grover, entonces Percy ve junto a Annabeth una chica muy preciosa, muy maquillada de cabello corto negro: Thalia, hija de Zeus.

## Cumplimiento de la profecía
- "Navegarás en el buque de hierro con guerreros de hueso," -Clarisse viaja en el CSS Birmingham, un barco navegado por espíritus de confederados muertos.
- "acabarás hallando lo que buscas y lo harás tuyo," -Clarisse y los demás encuentran el Vellocino y lo recuperan.
- "pero habrás de temer por tu vida sepultada entre rocas," -Polifemo lanza rocas al barco donde Clarisse y los demás iban a huir y lo hunde.
- "y sin amigos fracasarás y no podrás volar sola a casa." -Clarisse regresa con el Vellocino por avión, pero solo porque contó con la ayuda de Percy, Tyson, Annabeth y Grover.

## Personajes Principales
- Percy Jackson: el protagonista, un semidiós de 13 años, hijo de Poseidón. Viaja a la isla de Polifemo en el Triángulo de las Bermudas/ Mar de los monstruos para buscar a Grover y recuperar el Vellocino de oro. Le acompañan Annabeth y Tyson, su medio hermano, en la búsqueda. Al final la búsqueda sale bien y le da el Vellocino a Clarisse mientras que él es atacado por Luke de camino hacia el campamento. Sin embargo, él y sus amigos son rescatados por Quirón y los centauros.
- Annabeth Chase: una semidiosa de 13 años, hija de Atenea y amiga de Percy. Ella lo acompaña a la isla y le ayuda en su búsqueda, además de rescatar a Percy de la isla de Circe. Annabeth es herida por Polifemo y se recupera con la ayuda del Vellocino de oro. Ella acompaña a Percy al campamento, después de que Quirón consigue salvarlos de las manos de Luke y el ejército de Cronos.
- Grover Underwood: un sátiro, protector de Percy en el primer libro y mejores amigos, que ha sido capturado por Polifemo durante su búsqueda de Pan, dios de la naturaleza salvaje. Debido a su mala visión, Polifemo confunde a Grover con una cíclope, ya que este se encuentra ataviado con un traje de novia. Es rescatado por sus amigos, Percy y Annabeth.
- Clarisse La Rue: una hija de Ares, que recibió la misión de recuperar el Vellocino de oro. Con la ayuda de Percy y sus amigos, ella tiene éxito en su búsqueda. Percy le da el Vellocino que ella llevará al Campamento Mestizo. Polifemo desea casarse con ella después de descubrir el engaño de Grover.
- Luke Castellan: El antagonista principal e hijo de Hermes, que trabaja para Cronos. Atrapa a Percy y al resto en el barco "Princesa Andrómeda" antes de ser frustrado por Quirón y sus hermanos centauros. Robó el rayo en el libro anterior; por lo que se descubrió que era un traidor.
- Tyson: Es un cíclope y medio hermano de Percy, es inicialmente descrito como un niño sin hogar antes de que Annabeth ayude a Percy a darse cuenta de que es un cíclope. Él acompaña a Percy y Annabeth en su búsqueda y se hace amigo de un hipocampo de nombre Rainbow. Cuando explota la nave de Clarisse, es dado por muerto, pero en realidad sobrevive.

Personajes Mitológicos:
- Lestrigones: estos gigantes devoradores de humanos, aparecen en la escuela de Percy con nombres extraños como "Quebrantahuesos", atacándole en la clase de Gimnasia con bolas de acero y fuego, Tyson vence a la mayoría, y Annabeth acaba con el último.
- Hermanas Grises: son las Grayas, conducen el taxi que lleva a Percy, Tyson y Annabeth al Campamento, son quienes le dicen a Percy las coordenadas de la isla del cíclope.
- Toros de la Cólquide: esta creación de Hefesto ataca al Campamento y por poco lo destruye hasta que Tyson destruye uno de ellos y Clarisse al otro.
- Tántalo: es el nuevo director de actividades del Campamento, ya que despidierón a Quirón por, supuestamente, envenenar el árbol de Thalia, y esta ahí para ver si logra zafarse de su maldición, pero cuando por fin lo logra, Dioniso lo despide al darse cuenta por el mensaje Iris de Percy que lo envenenó Luke y él vuelve al inframundo.
- Pájaros del Estinfalo: estas aves atacan durante la carrera de carros, Percy y Annabeth logran espantarlos con los discos de Quirón para que los de la cabaña de Apolo acabara con ellos.
- Caribdis y Escila: aparecen al inicio del Mar de los Monstruos, debido a ellas el barco de Clarisse es destruido.
- Circe: aparece en un balneario de belleza donde transforma a Percy en un cobaya,  pero Annabeth lo cura con las vitaminas que Hermes le dio.
- Sirenas: aparecen en una isla donde Annabeth, al escuchar la canción se desata de las cuerdas porque a Percy se le olvidó quitarle el cuchillo, ahí es donde puede ver su más grande deseo y defecto fatídico: el orgullo. Es salvada por Percy quien pudo ver un poco de esa visión de Annabeth.
- Polifemo: es el cíclope guardián del Vellocino de Oro, pretendía casarse con Grover que estaba disfrazado de una cíclope hasta que llegó Clarisse y entonces decidió comerse a Grover y casarse con Clarisse, pero Percy y Tyson logran salvarlos, cuando van en el barco "El Vengador de la Reina Anna" huyendo, él les dispara una gran roca y cree que los mató, aunque no fue así.

## Secuela
La secuela de esta novela, que es la tercera parte de la saga, es La maldición del titán. Fue lanzada el 1 de mayo de 2007 en Estados Unidos y en 2009 en España, por la Editorial Salamandra. En La maldición del titán, Percy, Grover, Annabeth y Thalia van a una escuela para reclutar a dos poderosos semidioses, y luego emprenden una búsqueda para salvar a Artemisa y a Annabeth.

## Adaptación a película
La película fue lanzada en agosto del 2013. Dirigida por Thor Freudenthal, está alejada del Libro de Rick Riordan (como la película anterior), ya que aparte de omitir detalles importantes, no relata los sucesos en el orden correcto ni los cuenta bajo las mismas circunstancias que en el libro. Sin embargo, en El mar de los monstruos aparecen las playeras del Campamento Mestizo así como personajes tales como Sr. D. y algunos campistas mencionados en el libro. La película sigue siendo protagonizada por Logan Lerman (Percy Jackson), Alexandra Daddario (Annabeth Chase), Brandon T. Jackson (Grover Underwood) y Jake Abel (Luke Castellan), y a estos se suman Leven Rambin (Clarisse La Rue) y Douglas Smith (Tyson).